# علوم خفیه

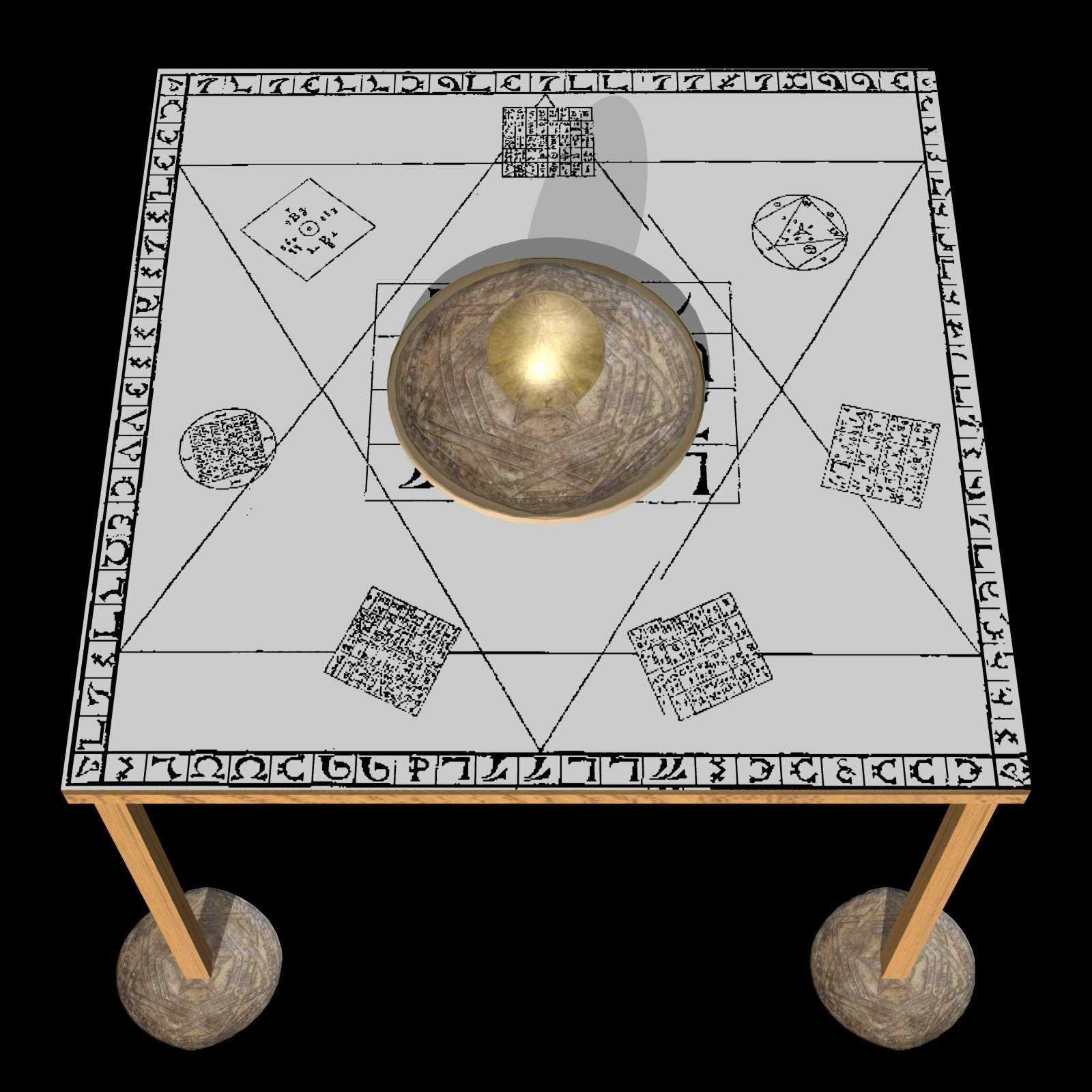
این تصویر نمایانگر ترکیبی از اشکال هندسی، نمادهای رمزآلود و نوشته‌هایی است که در سنت علوم خفیه برای اهدافی چون احضار، حفاظت یا تمرکز انرژی‌های غیبی به‌کار می‌روند.

علوم خفیه دسته‌ای از باورها و اعمال فراطبیعی است که عموماً از حیطه علم خارج است و شامل پدیده‌هایی از جمله عرفان، معنویت و جادو می‌شود. همچنین می‌تواند به ایده‌های ماوراء طبیعی مانند ادراک فراحسی و متاسایکولوژی اشاره کند. این علوم در راستای بهبود زندگی انسان در صورت استفاده ی صحیح ، بسیار کارامد و مفید میباشد. و در صورت اطلاعات نادرست از اعمال این شاخه ی علمی ، مشکلات زیادی میتواند گریبان گیر اشخاص شود.
اصطلاح علوم غیبی در قرن شانزدهم برای اشاره به طالع بینی، کیمیاگری و جادوی طبیعی استفاده شد که امروزه شبه‌علم شناخته می‌شوند. اصطلاح غیبت در قرن نوزدهم در فرانسه ظهور کرد، جایی که این اصطلاح با گروه‌های مختلف باطنی و فرانسوی الیفاس لوی مرتبط شد و در سال ۱۸۷۵ توسط هلنا بلاواتسکی باطنی‌شناس به زبان انگلیسی وارد شد.
در طول قرن بیستم، این اصطلاح به‌طور متمایز توسط گروه وسیعی از نویسندگان مختلف مورد استفاده قرار گرفت اما در قرن ۲۱ معمولاً استفاده می‌شد — از جمله توسط محققان دانشگاهی باطنی — برای اشاره به طیف وسیعی از جریانات باطنی که در اواسط قرن ۱۹ توسعه یافتند و فرزندان آن‌ها از غیبت، غالباً برای دسته‌بندی سنت‌های باطنی مانند معنویت گرایی، تئوسوفی، آنتروپوزوفی، نظم هرمتی طلوع طلایی و عصر جدید استفاده می‌شود.

## علوم غیبی
ایده «علوم غیبی» در قرن شانزدهم توسعه یافت. این اصطلاح معمولاً سه عمل را شامل می‌شد - طالع بینی، کیمیاگری و جادوی طبیعی (تردستی) - گرچه گاهی اشکال گوناگونی پیشگویی نیز به جای این که تحت تردستی قرار بگیرند، در آن گنجانده شده بودند. این‌ها با هم گروه‌بندی شدند، به گفته محقق هلندی Wouter Hanegraaff دربارهٔ هرمسیه، «هر یک از آنها در یک بررسی سیستماتیک از طبیعت و فرایندهای طبیعی، در چارچوب، چارچوب‌های نظری که عمدتاً به اعتقاد به خصوصیات، فضایل یا نیروهای غیبی تکیه داشتند، درگیر شدند.» اگرچه زمینه‌هایی برای همپوشانی این علوم مختلف غیبی وجود دارد، اما آن‌ها از هم جدا هستند و در بعضی موارد یکدیگر را به عنوان نا مشروع رد می‌کنند.
در دوران عصر روشنگری، غیبت به‌طور فزاینده ای به عنوان ذاتی با مفهوم علم ناسازگار تلقی می‌شود. از آن زمان به بعد، استفاده از «دانش (های) غیبی» حاکی از یک جدال آگاهانه علیه علم جریان اصلی است. با این وجود، مایکل دامت، فیلسوف و مورخ بازی با ورق، که تحلیل شواهد تاریخی حاکی از آن بود که پیشگویی و تفسیرهای غیبی با استفاده از کارتها قبل از قرن هجدهم ناشناخته بودند، گفت که اصطلاح علم غیبت بی جا نبوده زیرا "افرادی که به امکان رونمایی از آینده یا استفاده از قدرتهای خارق العاده این کار را انجام می‌دهد زیرا کارآیی روشهایی که آن‌ها به کار می‌برند با برخی برداشتهای سیستماتیک که از نحوه عملکرد جهان بر آن‌ها منطبق است … هرچند مبنای تجربی آن ناچیز است. "
ادوارد تیلور، انسان‌شناس در کتاب فرهنگ بدوی خود در سال ۱۸۷۱ از اصطلاح «علم غیبی» به عنوان مترادف جادو استفاده کرد.

### خصوصیات غیبی
صفات غیبی ویژگی‌هایی هستند که هیچ توضیح عقلانی شناخته شده‌ای ندارند به عنوان مثال، در قرون وسطی، مغناطیس یک کیفیت غیبی محسوب می‌شد. اثیر یکی دیگر از عناصر از این دست است. معاصران نیوتن نظریه وی مبنی بر اینکه گرانش از طریق «عمل در یک فاصله» انجام می‌شود، به عنوان غیبی، به شدت انتقاد می‌کنند.
علوم غریبه به رغم اینکه بیشتر در حوزه‌های رازآلود و غیرقابل توضیح علمی فعالیت می‌کند، همچنان جاذبه و اهمیت خود را در میان علاقه‌مندان به اسرار و رموز حفظ کرده‌است. همچنین مجموعه علوم خفیه نه تنها به عنوان منابع تاریخی و فرهنگی مورد مطالعه قرار می‌گیرند، بلکه گاه به عنوان ابزاری برای درک بهتر جهان پیرامون و نیروهای نامرئی آن نیز مورد توجه قرار می‌گیرند.

## علوم غریبه در ایران
در ایران با وجود منابع انگشت شمار دربارهٔ تاریخچه علوم غریبه، کتابهای شرح اسماء الحسنی با مقدمه در علم جفر، بحرالغرائب و منتخب الختوم به همراه رسالۀ کشف الابساط و کتاب سِفر جَفر همگی به تحقیق و تصحیح زهیر طیّب از نمونه پژوهشها ددربارۀ علوم غریبه است. همچنین دو کتاب «طلسم: گرافیک سنتی ایران» نوشته پرویز تناولی و «بادهای افسون» نوشته پرویز براتی از جمله پژوهش‌های قابل اشاره در این عرصه به‌شمار می‌رود. کتاب تناولی دو بخش دارد؛ بخش نخست را طلسمات، معانی و اعداد وفقی بر پایه اسماء الحسنی، دربرمی‌گیرد، همان‌هایی که به گفتهٔ وی بر فلز و پارچه و پوست آهو می‌کندند و می‌نوشتند و روی لباس‌هاشان می‌دوختند. بخش دوم، نقش حیوانات در امور روان درمانی و رفع مشکلات انسانی را شامل می‌شود. که همهٔ این‌ها در طرح‌ها، نقش‌های گرافیکی خلاصه، ساده و نیز توأم شده با اعداد و ارقام در نسخه‌ها و اشکال مختلف برای مداوا به کاربرد داشته‌است. بیش از دو سوم تصاویر ارایه شده در کتاب یاد شده اصلی و بقیه را تناولی خود از کتاب رمال‌ها و فالگیرها تصویربرداری کرده‌است. کتاب براتی نیز دایره‌المعارفی جامع است که به‌روزترین و کم‌یاب‌ترین اسرار دنیای سحر و جادو را فاش می‌کند. نگاه نویسنده در این کتاب کاملاً بی‌طرفانه و تئوریک است. ضمن این که به علوم غریبه از دید دیرینه‌شناسی نگاه کرده‌است. ستاره‌شناسی، طالع‌بینی، حروف ابجد، راز اعداد، ادبیات خفیه و کیمیاگری از سایر مطالب جالب و خواندنی این کتاب است. دربارهٔ هر یک از این علوم غریبه، داستان‌هایی مستند و تاریخی هم آمده که باعث جذابیت بیشتر مطالب کتاب شده‌است.
ادوارد براون خاورشناس و ایران‌شناس بریتانیایی که در زمان ناصرالدین شاه قاجار سفری یکساله به ایران داشت در سفرنامه خود خاطره جالبی از صحبت با یکی از باورمندان علوم خفیه نقل می‌کند:
امین الشریعه فیلسوف اصفهانی دربارهٔ علوم خفیه به من گفت: زمانی زندگی خود را وقف علوم خفیه کرده بودم و سعی در تسخیر جن داشتم که حاصل آن را برایتان خواهم گفت. ابتدا باید روش کار را بدانید که چنین است: شخص طالب باید مکان پرت و دور افتاده‌ای مانند هزار دره در اصفهان که من انتخاب کرده بودم پیدا کند. او باید به مدت چهل روز در آن‌جا اقامت کند که این دوره را چله می‌نامیم. در این مدت، اکثر اوقاتِ وی به خواندن اوراد به زبان عربی می‌گذرد. خواندن اوراد باید در محوطه ای به نام مندل انجام گیرد که عبارت است از یک شکل هندسی که باید به ترتیب معینی بر روی زمین رسم شود. به علاوه، در این مدت شخص باید غذای خیلی کمی بخورد و هر روز از مقدار آن بکاهد. اگر وی همه این نکات را به دقت و با صداقت و اخلاص رعایت کند، در روز بیست و یکم، شیر (گربه‌سان) درنده ای پدیدار خواهد شد که وارد محوطه مندل می‌شود. شخص نباید هیچ‌گونه ترس و وحشتی به خود راه دهد و علاوه بر آن به هیچ وجه نباید از محوطه مندل خارج شود که اگر این کار را انجام دهد همه زحماتش به باد خواهد رفت.
اگر او در مقابل شیر پایداری کند موجودات وحشت‌انگیز دیگری به سراغش خواهند آمد؛ ببر و پلنگ و اژدها و امثالهم که باید درمقابل همه آن‌ها پایداری کند و هیچ نشانه ای از ترس و وحشت از خود بروز ندهد. اگر موفق به انجام این کارها شود در روز چهلم به مقصود خود خواهد رسید و جن‌ها که نتوانسته‌اند بر وی غلبه کنند خدمتکارش می‌شوند. من همه این دستورها را با صداقت انجام دادم و همان‌طور که قرار بود در روز بیست و یکم شیری پیدا شد و به داخل محوطه مندل آمد من خیلی وحشت کردم ولی هر طور بود پایداری کردم. روز بعد یک ببر پیدا شد و من باز هم توانستم بر وسوسه فرار از صحنه غلبه کنم اما روز بعد با پدیدار شدن اژدهایی مهیب و ترسناک دیگر نتوانستم ترس و وحشتم را مهار کنم و از محوطه مندل به بیرون دویدم و از خیر تسخیر اجنه گذشتم. پس از این‌که مدتی از این واقعه گذشت من مطالعه را در فلسفه دنبال کردم و به این نتیجه رسیدم که آنچه دیده بودم فقط توهم ذهنی بوده‌است که تحت تأثیر انتظارها و نیز انزوای مکانی، گرسنگی و شب بیداری‌ها پدیدار شده بود. برای کشف حقیقت یکبار دیگر همان مراسمی را که دفعه قبل انجام داده بودم تکرار کردم اما این بار با روحیه دیر باوری و شکاکیت فلسفی.
فرضیه من درست بود زیرا این بار هیچ چیز عجیبی ندیدم.
همچنین نکته دیگری هم هست که ثابت می‌کند اشباحی که دفعه قبل دیده بودم در خارج از ذهن من وجود نداشته‌اند. من هرگز یک شیر واقعی ندیده بودم و تصویری که از شیر در ذهن خود داشتم از روی تصاویر سر در حمام‌ها ساخته شده بود. شیری که در محوطه مندل دیده بودم از نظر شکل و رنگ عیناً مانند شیرهای سر در حمام‌ها بود. فکر نمی‌کنم لازم باشد بگویم که تا چه حد با شیر واقعی تفاوت داشت

## هیمیا
هیمیا یکی از گونه‌های علوم خفیه است و بوسیله آن از جنّیان برای عمل به دستورها خیر یا شر استفاده می‌کنند و اساس آن شناخت ساعات و تأثیرات سیارات و طوالع و دعوات و فتحات و بخورات ایشان و عزایم جنیان است. چون ستارگان و اجرام آسمانی با حوادث مادی زمین ارتباط دارند، پس اگر آن شکل آسمانی که مناسب با حادثه ای از حوادث است، با صورت و شکل مادی آن حادثه ترکیب شود، آن حادثه پدید می‌آید؛ مثلاً در این علم، اگر بتوان آن شکل آسمانی را که مناسب با مردن، یا زنده ماندن یک شخص است، با شکل و صورت خود او ترکیب کرد، کاری که می‌خواهیم، انجام می‌شود. و این معنای طلسم است. ظاهراً طالع‌بینی نیز زیرمجموعه هیمیا می‌باشد. در طالع‌بینی باور بر این است که محل و موقعیت قرار گرفتن سیارات و ستارگان در لحظه تولد نوزاد و همچنین طالع ابجدی او بر شخصیت و سرنوشتش تأثیر اساسی می‌گذارد و از این طریق نسبت به پیشگویی در مورد آینده اقدام می‌شود.